# رود کم (ینی‌سئی)
رود کم (روسی: Кемь) یک رودخانه در سرزمین کراسنویارسک کشور روسیه است.